# ピアース (ISS)

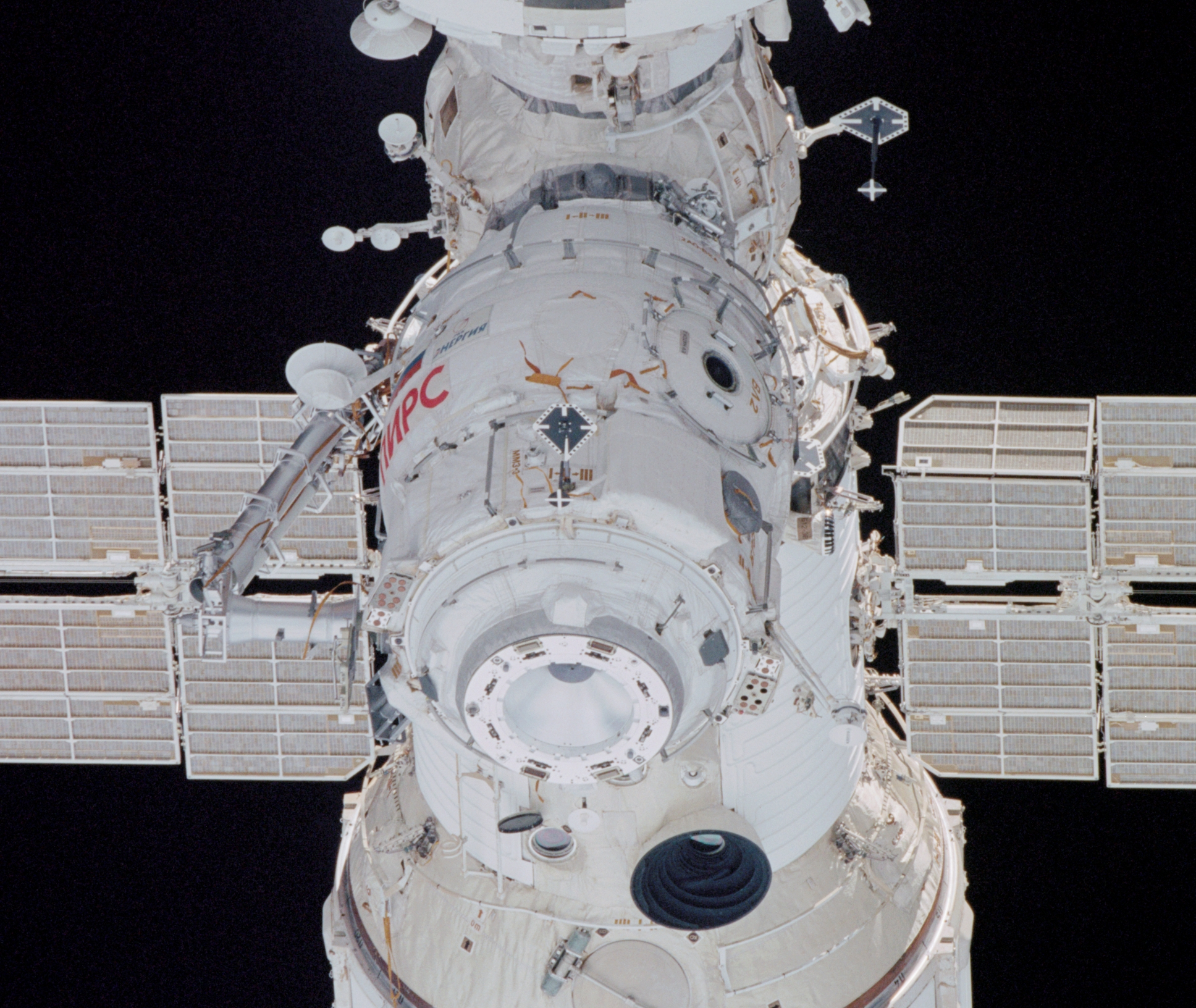
SO1 "ピアース" ドッキング室

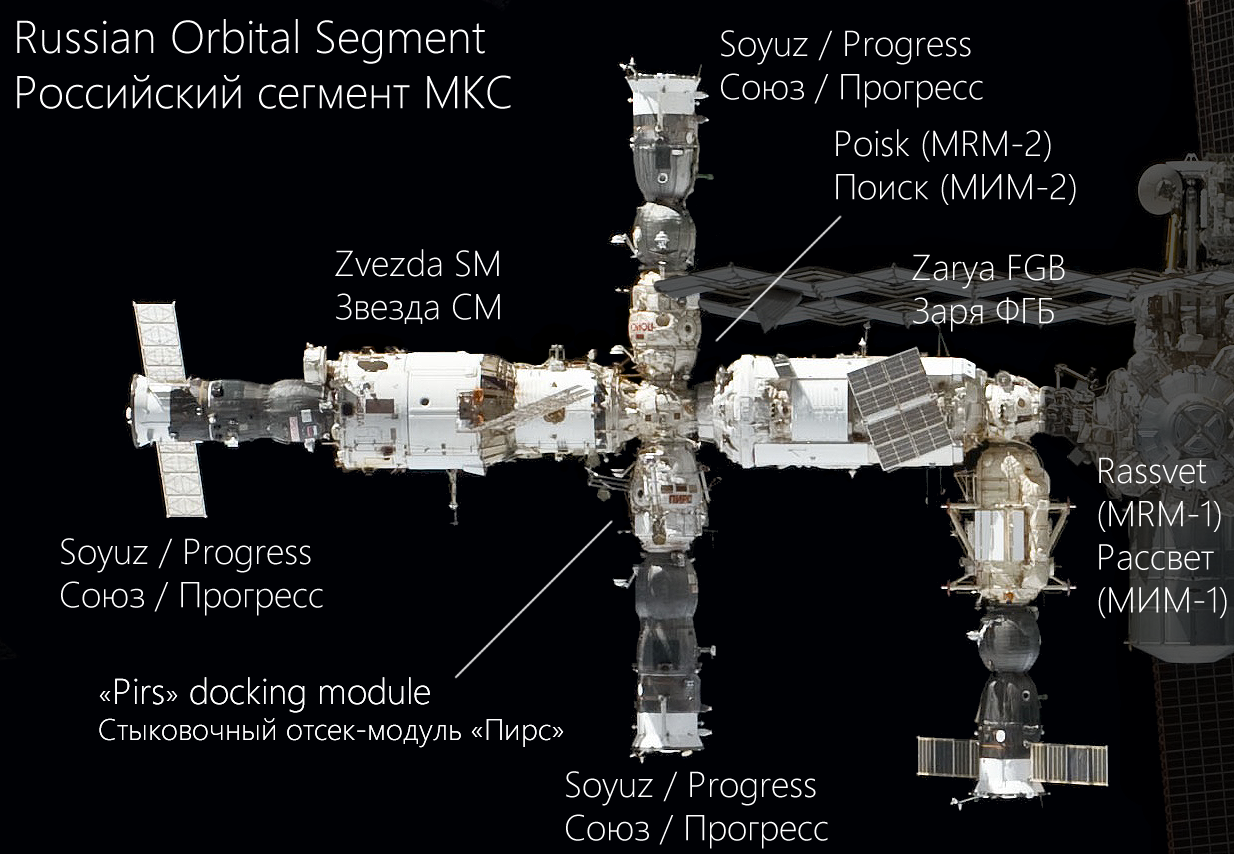
ピアース<< Pirs >>のドッキング位置。写真下側で本体とソユーズをドッキングさせている。

ピアース・ドッキング室(The Pirs docking compartment)は、国際宇宙ステーション（ISS）のロシアのモジュール。ピアース（Пирс：ロシア語で「埠頭」を意味する）、またはスティカヴァチヌイ・オステク1（Стыковочный отсек：ロシア語で「ドッキング室」）、または英語の頭文字をとって「DC-1」、ロシア語の頭文字を取って「SO-1」とも呼ばれる。
初期のISS計画で予定していた、ロシアの2つのドッキングモジュールのうちの1つで、2001年9月に打ち上げられた。ISSの居住・生命維持モジュールであるズヴェズダにドッキングして、エアロック・補給船のドッキングポートとして活用されてきた。
2021年7月26日、多目的実験モジュール（MLM）ナウカ（Nauka）へドッキングポートを譲るため、無人宇宙補給機プログレスMS-16と共に大気圏に投棄され、20年にわたる長期の任務を終えた。

## 概要

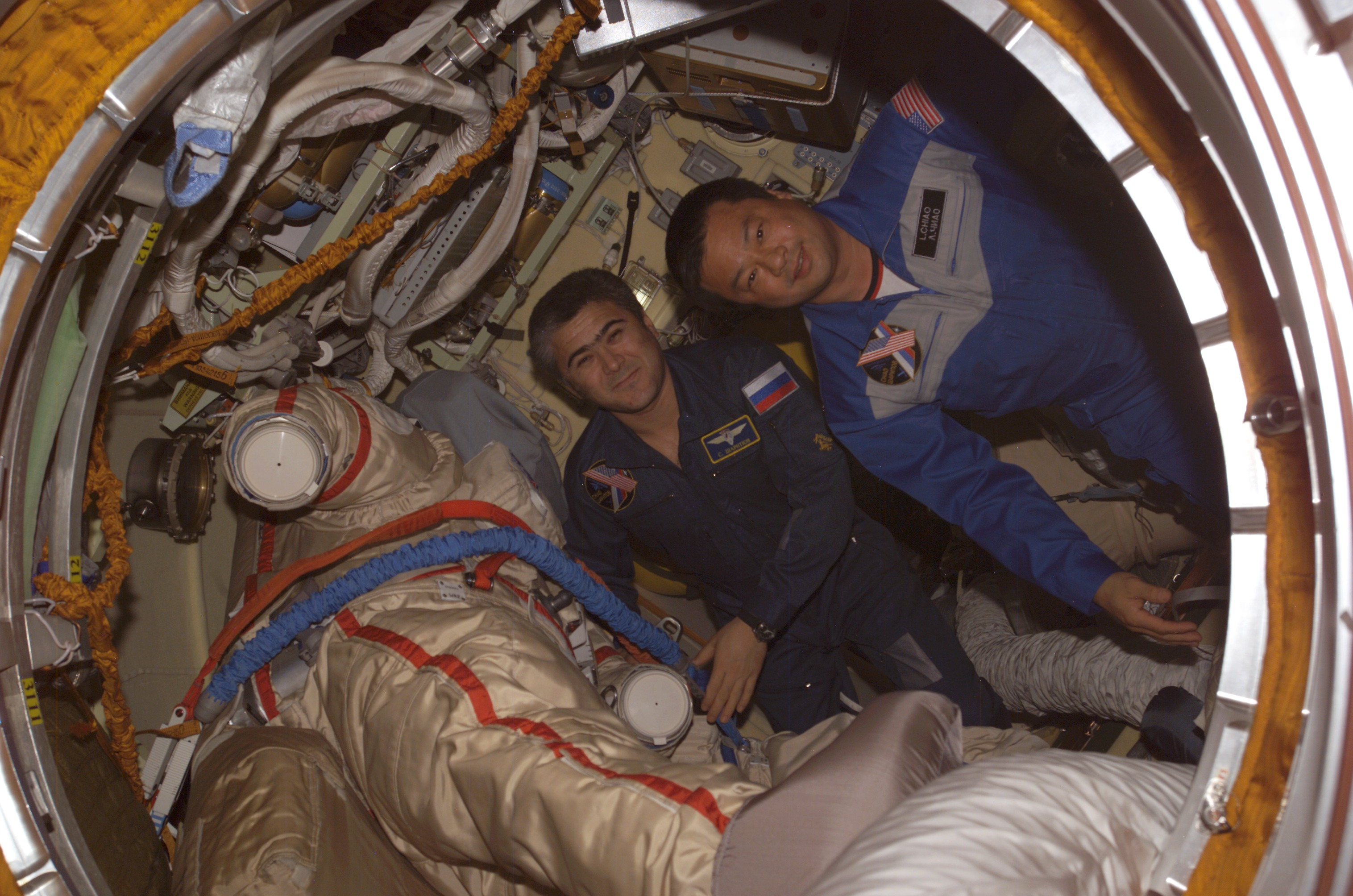
ピアース内の第10次長期滞在チーム

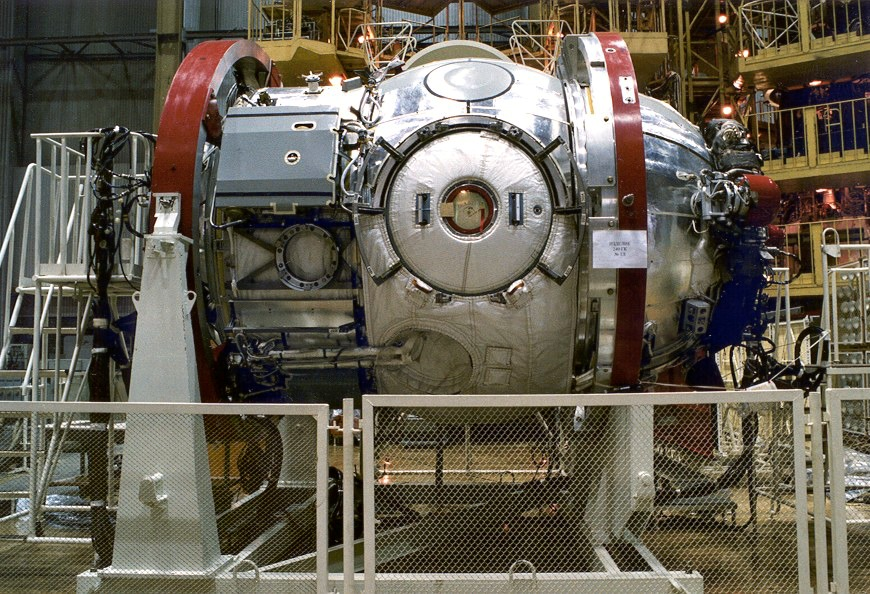
RKKエネルギアにて整備中のピアース

ピアースには2つの主要な機能がある。ひとつはISSへの宇宙船や貨物船のためのドッキング装置であり、もうひとつは2人のISS宇宙飛行士がロシアのオーラン宇宙服を着て宇宙遊泳のために出入りするエアロックである。アメリカ区画のエアロックであるクエストからでもオーラン宇宙服での出入りに対応しているが、ロシアが管理するモジュールに関して船外活動をおこなうときは、ピアースを利用して実施することが原則となっている。
またピアースは、ドッキングしているプログレスM補給船の推進剤タンクから、ズヴェズダの推進システムかザーリャ機能的貨物ブロックへ推進剤を補給することができる。また反対に、ズヴェズダとザーリャから、ドッキング中のプログレスの推進システムへ推進剤を補給することもできる。

## 設計と製造
ピアースは、RKKエネルギアによって製造された。ドッキング室は、ミール宇宙ステーションで使われたミールドッキングモジュールと少し似ており、ソユーズTMA宇宙船やプログレスM補給船とのドッキング装置を備えている。

## 打ち上げ
ピアースは2001年9月14日に、ISS組立ミッション4Rとして、ロシアのソユーズUロケットで打ち上げられ、プログレスM-SO1の推進モジュールを使用してズヴェズダサービスモジュールの底側（地球に面した）結合部に2001年9月16日にドッキングし、第3次長期滞在クルーが3回の船外活動で接続作業を行った。

## 歴史
2001年にISSのロシア区画が再見直しされたとき、新たな計画からは「SO-2」（もうひとつのドッキングモジュール）がキャンセルされ、製造は中止された。当初の計画では「SO-2」がISSに設置されると、ピアースは廃棄されて大気圏突入する予定だった。しかし「SO-2」は資金不足のために製造中止され、計画から削除されたため、代わりにピアースが使われ続けることになった。
なお、このDC-2（SO-2）はその後MRM-2と名称を変更し、2009年11月に打ち上げられて、ズヴェズダの上部に結合した。多目的実験モジュール(MLM)には(有人対応用の)エアロック機能はないため、MRM-2がDC-1の機能を引き継ぐ。
ISSの一部としてのピアースの設計寿命は5年であり、寿命を大幅に越えていることやISSロシア区画の拡張の都合上、2021年7月26日に多目的実験モジュール(MLM)へドッキングポートを譲るために分離して大気圏に投棄された。分離したピアースとプログレスMS-16は大気圏再突入を行い南太平洋上空で破壊が確認された。

## 仕様
円筒形をしているが、与圧モジュールではない。
- 長さ：4.9m
- 直径：2.25m
- 重量：3,676kg
- 体積：13m3